# Spoorlijn Chauny - Saint-Gobain
De Spoorlijn Chauny - Saint-Gobain was een Franse spoorlijn van Chauny naar Saint-Gobain. De lijn was 15,0 km lang en heeft als lijnnummer 242 610.

## Geschiedenis
De lijn werd aangelegd door Saint Gobain en geopend op 18 januari 1860. De lijn was lange tijd een van de weinige lijnen van algemeen belang in het nationale spoorwegnet die niet door de SNCF werden beheerd. Kort nadat het beheer alsnog bij de SNCF terecht was gekomen werd in 1993 het gedeelte tussen Chauny-Usines en Saint-Gobain gesloten. Reizigersverkeer werd reeds  gestaakt op 18 december 1950. 

## Aansluitingen
In de volgende plaatsen is of was er een aansluiting op de volgende spoorlijnen:
Chauny
RFN 242 000, spoorlijn tussen Creil en Jeumont
aansluiting Rond-d'Orleans
RFN 234 000, spoorlijn tussen Anizy-Pinon en Rond-d'Orleans

## Galerij

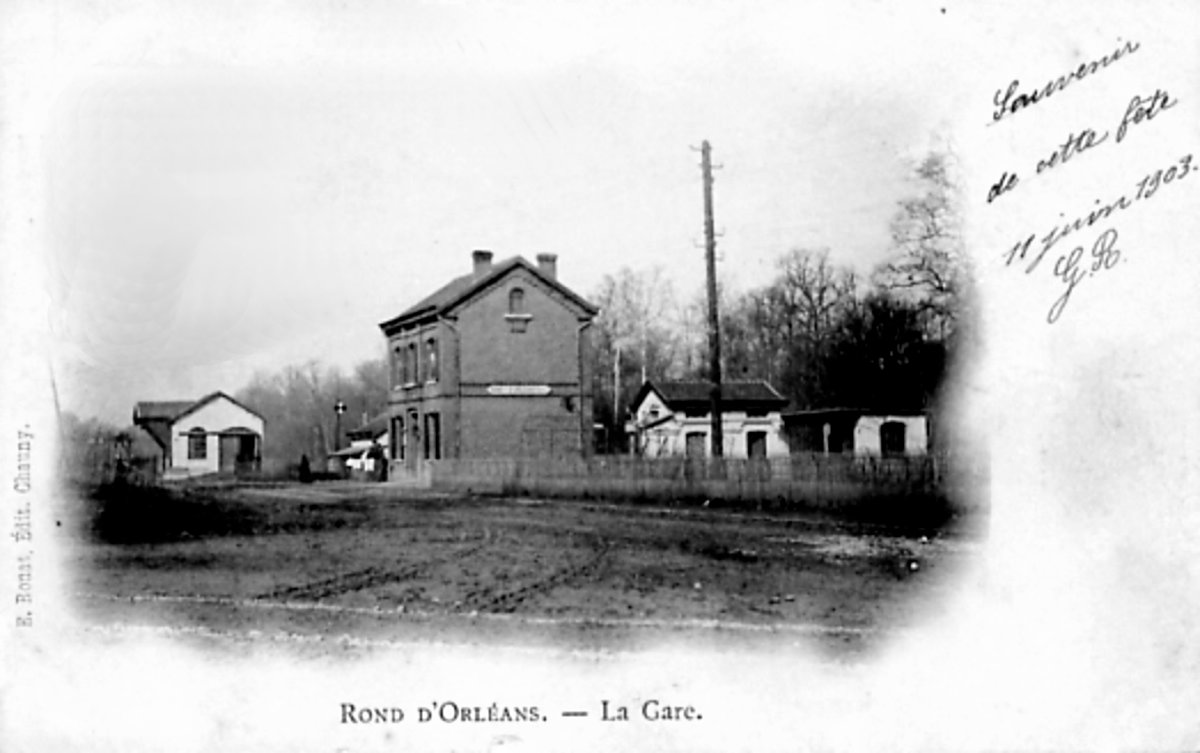
Station Rond d'Orléans in 1903
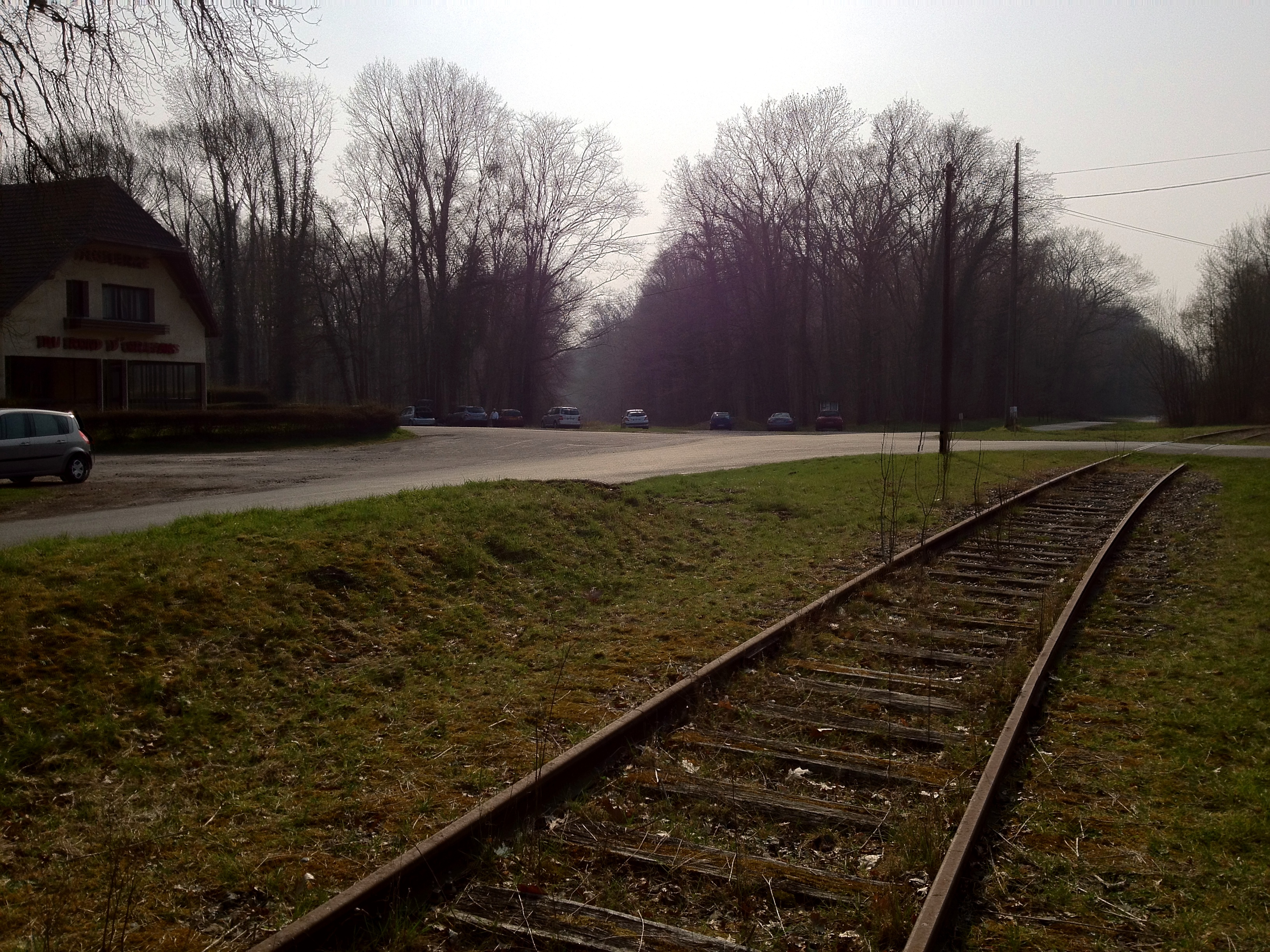
Station Rond d'Orléans in 2012
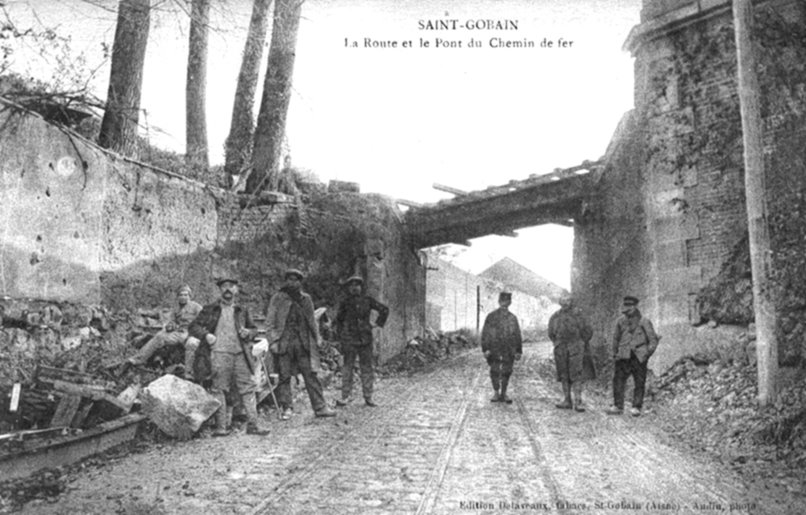
Tramlijn onder de spoorlijn in Saint-Gobain in 1918
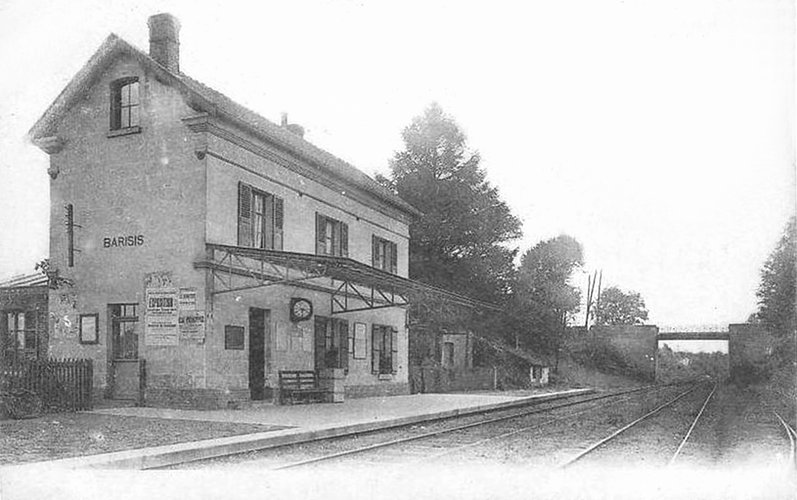
Station Barasis in 1900